# Godzilla (film, 2014)
A Godzilla egy 2014-ben bemutatott amerikai sci-fi katasztrófa-, illetve szörnyfilm, a japán Toho stúdió Godzilla franchise-ának modern újraértelmezése. A film új eredettörténetet állít fel Godzilla karaktere köré, de a klasszikus Toho filmekhez hasonlóan egy „félelmetes természeti erő”-ként mutatja be. A főbb szerepeket Aaron Taylor-Johnson, Vatanabe Ken, Elizabeth Olsen, Juliette Binoche, Sally Hawkins, David Strathairn és Bryan Cranston játssza. A forgatókönyvet Max Borenstein írta, David Callaham, David S. Goyer, Drew Pearce és Frank Darabont is közreműködött.
A történet a jelenben játszódik, tizenöt évvel két rejtélyes báb felfedezése, valamint egy japán atomerőmű katasztrófája után, amelynek során Joe Brody elveszíti feleségét. A bábokból két, radioaktivitáson élő szörny, úgynevezett MUTO kel ki, amelyek nagy rombolást okoznak Japánban, Hawaiin és az USA nyugati részén. Tevékenységük felkelti egy Godzillának nevezett óriási őslény figyelmét, amelynek létét az Egyesült Államok kormánya 1954 óta titkolja. Joe fia, Ford, Ishiro Serizawa és Vivienne Graham kutatók kíséretében elindul William Stentz admirális haditengerészeti különítményével, hogy megpróbálják megfékezni a párzásra készülő MUTO-kat, de kiderül, hogy egyedüli esélyük, ha a három szörnyet egymásnak eresztik. Fordot otthon felesége, Elle és fia, Sam is várja.
A Warner Bros. és Legendary Pictures koprodukciójában készült film világszerte a Warner Bros., Japánban a Toho forgalmazásában jelent meg. Ez a második Godzilla film, amit teljes egészében egy amerikai stúdió forgatott, az 1998-as, azonos című alkotás után. Nemzetközileg 2014. május 14-én mutatták be 2D-ben és 3D-ben, a kínai bemutató június 13-án, a japán július 25-én volt. A film erős kezdőbevétellel nyitott, Amerikában eddig az év negyedik legjobban teljesítő filmje lett. A kritikai és nézői fogadtatása vegyes, de többnyire pozitív volt. A legtöbb bírálat a forgatókönyv és a szereplők hiányosságait, valamint a címszereplő szörny felfedéséig való hosszadalmas felvezetést érte. Ellenben az alapanyaghoz való hűséget, a rendezést, a hangulatot, a szörnyek dizájnját, valamint a film technikai aspektusait szinte egyöntetű dicséret övezte. A rajongók összességében jól fogadták a művet, azonban a franchise és a műfaj múltját nem ismerők körében ellentmondásos lett.
A pénzügyi és kritikai siker garantálta a folytatásokat, amelyeket a tervek szerint szintén Gareth Edwards fog rendezni, és melyek több klasszikus szörnyszereplőt fognak felvonultatni.

## Cselekmény
Azt hisszük, hogy az ember uralja a természetet, pedig fordítva van. 1954-ben rátaláltunk egy lényre, és a kormány által kísérleti atomrobbantásokként definiált program tulajdonképpen a lény kiirtására összpontosított. De nem sikerült végezni vele, és most felénk közeledik.

## Szereplők
| Szereplők           | Színész              | Magyar hang        |
| ------------------- | -------------------- | ------------------ |
| Ford Brody          | Aaron Taylor-Johnson | Varju Kálmán       |
| Dr. Ishiro Serizawa | Vatanabe Ken         | Csankó Zoltán      |
| Joe Brody           | Bryan Cranston       | Háda János         |
| Elle Brody          | Elizabeth Olsen      | Haffner Anikó      |
| Dr. Vivienne Graham | Sally Hawkins        | Wégner Judit       |
| Sandra Brody        | Juliette Binoche     | Györgyi Anna       |
| William Stenz       | David Strathairn     | Rosta Sándor       |
| Russell Hampton     | Richard T. Jones     | Ifj. Jászai László |
| Tre Morales         | Victor Rasuk         | Jakab Márk         |
| Sam Brody           | Carson Bolde         | Pál Dániel         |

## Háttér

### Előkészületek
A film 160 millió dolláros költségvetését a becslések szerint 75%-ban a Warner Brothers, 25%-ban a Legendary Pictures fedezte. A Warner utoljára 1959-ben birtokolta a Godzilla jogait.
A film története az 1970-es évekig nyúlik vissza. Banno Jocimisu rendező az 1971-es Godzilla vs. Hedorah leforgatása után gondolkodni kezdett a folytatáson, ám a sorozat akkori producere, Tanaka Tomojuki, eltiltotta további Godzilla filmek készítésétől. 2004-ben, a franchise ötvenedik évfordulóját ünneplő Godzilla: Final Wars című film kiadásával a Toho stúdió bejelentette, hogy tíz évig nem készít több Godzilla filmet. Az 1998-as amerikai filmadaptációt készítő TriStar Pictures filmjogai még 2003-ban lejártak.
2004 augusztusában Banno megszerezte a jogokat egy IMAX 3D-s Godzilla rövidfilmhez, amely a Godzilla 3D to the Max címet kapta és Banno Advanced Audiovisual Productions nevű vállalata forgatta volna. A Godzilla vs. Hedorah adaptációjaként elképzelt filmben Godzilla ismét hősként jelent volna meg. A vállalkozás 2008-ban pénzügyi gondokba ütközött. 2009-ben a Legendary Pictures támogatásával folytatódott a produkció, a korai munkatársak közül Banno és Okuhira Kendzsi executive producerként, Brian Rogers producerként működött tovább. A kész film más történetet vitt vászonra, de Banno egy 2013 novemberében tett kijelentése szerint nem mondott le a Godzilla vs. Hedorah folytatásának terveiről.
2009 augusztusában elterjedt a hír, miszerint a Legendary Pictures tárgyalásban van a Tohóval egy új amerikai Godzilla film kapcsán. Ezt 2010. március 29-én hivatalosan bejelentették. Takai Hidejuki, a Toho elnöke szerint a stúdiók nagy lelkesedéssel egyeztek bele az összefogásba, mivel a rajongók világszerte várták már a filmet. A Legendary szerint az volt az egyik fő szempont, hogy tisztességesen bánjanak az alapanyaggal és a rajongókkal. Thomas Tull, a stúdió vezérigazgatója, fontosnak tartotta, hogy rajongói nézőpontból közelítsék meg a munkát. Tull mellett Dan Lin, Roy Lee, Doug Davison és Jon Jashni is csatlakozott a filmhez producerként.
2010 szeptemberében Brian Rogers producer felvázolta a stúdió terveit. Már ekkor eldöntötték, hogy a filmben, amelyet 2012-ben terveztek bemutatni, a számítógéppel meganimált Godzilla több szörny ellen fog küzdeni. Beszámolója alatt Rogers többször hangoztatta, hogy a film és a szörny teljesen más lesz, mint Roland Emmerich 1998-as adaptációja. A Legendary úgy szándékozta reboot-olni a Godzilla franchise-t, mint ahogy Christopher Nolan filmtrilógiája gondolta újra a Batman képregények világát.
2010 októberében azt a híresztelést, mely szerint a stúdió Guillermo del Toro-t szánta a rendezői székbe, ő személyesen cáfolta. 2011 januárjában Gareth Edwards brit filmkészítőt nevezték ki rendezőként, aki 2010-es Monsters című sci-fi filmje kapcsán vált ismertté. Interjúiban Edwards szintén kijelentette, hogy szeretne minél jobban eltávolodni a '98-as filmtől és visszatérni az alapokhoz, mivel ő is egy nagy Godzilla rajongó. 2012-ben a San Diego Comic-Con International rendezvényen bemutatták a film teaser trailer-ét.
2010 októberében David Callaham forgatókönyvíró dolgozni kezdett a szövegkönyvön. Természetfilmeket és természeti katasztrófákat tanulmányozott, valamint áttekintette a Godzilla filmek történelmét. Callaham forgatókönyvét végül elvetették. 2011 júniusában David S. Goyer kezdte átírni a történetet, de csak rövid ideig dolgozott rajta, és novemberben Max Borenstein vette át a helyét. 2012 októberében Drew Pearce kezébe adták a forgatókönyvet, aki a Legendary által kijelölt színészekhez igazította a karaktereket.
2013 januárjában Frank Darabont végezte el a végleges átírást. Darabont Godzilla karakterét vissza akarta vinni japán gyökereihez, és úgy ábrázolni, mint egy „félelmetes természeti erő”-t. Ezen kívül drámaibbá akarta tenni az emberi szálat – Bryan Cranstont és Juliette Binoche-t végül az új forgatókönyv győzte meg, hogy szerepet vállaljanak a filmben. A rendező új háttértörténetet javasolt, mivel nem tartotta életszerűnek, hogy egy ekkora szörny észrevétlen maradjon az emberek elől. A film szerint az Amerikai Egyesült Államok kormánya az 1950-es évek óta titkolja Godzilla létét, amikor is az feléledt.
2013 júliusában Edwards körvonalazta Godzilla eredetét és szerepkörét: nem ellenségként, hanem antihősként kívánta bemutatni. Szerinte az ember természettel vívott harcában Godzilla a természetet képviseli. „Nem lehet nyerni ellene. A természet mindig győzni fog. Godzilla a büntetés, amit megérdemlünk.”
Bryan Cranston színész lelkesen beszélt a film hangulatáról, karaktereiről és a címszereplőről. A rendező hozzáállását Steven Spielberg Cápa című filmjének stílusához hasonlította, ami sokáig titokban tartja és csak a legvégén fedi fel a szörnyet. Fontosnak tartotta az emberi karakterek kidolgozását, és biztosra vette, hogy a film „kitörli” majd a '98-as változat emlékét.
A kész forgatókönyv pontosságát végül az Egyesült Államok hadserege ellenőrizte és korrigálta.

## Zene
Az eredeti filmzenét Alexander Desplat szerezte. Saját szavaival a film zenei hangzásvilága „szüntelen fortissimo, sok rézfúvóssal, japán dobbal és elektromos hegedűvel”. A filmzenét a WaterTower Music kiadó jelentette meg 2014. május 12-én és 13-án.
A filmben felhangzik Ligeti György Requiem-e is.

## Fogadtatás
A Godzilla premierbemutatója 2014. május 8-án volt a hollywoodi Dolby Theatre színházban. A világ nagy részén május 14-én mutatták be, 2D, 3D és IMAX 3D formátumban. Magyarországon május 15-én, Amerikában 16-án került a mozikba. A franchise szülőországában, Japánban július 25-én mutatták be.
A filmről előzetes vetítéseket tartottak a Toho stúdiónak és a katonaságnak. Edwards szerint a Toho elismerő szavakkal méltatta a kész művet.

### Bevétel
Nyitóestjén a film 9,3 millió dollárt termelt Amerikában. Ezzel az ország legjobban nyitó katasztrófa- és szörnyfilmje lett (az inflációt nem bekalkulálva) – összehasonlításként, az 1998-as Godzilla a hatodik helyen áll. Mindazonáltal mindkét film hasonló mértékű visszaesést produkált: a második héten a látogatottsága 66%-kal csökkent, amit többen az X-Men: Az eljövendő múlt napjaival való versengésnek tulajdonítanak. A magyar adatok valamivel súlyosabb visszaesést mutattak (~72%). A film összességében Észak-Amerikában 200 676 069 dollárt, világszerte 529 076 069 dollárt hozott. Hazánkban a jegyeladások messze lemaradtak az Amerikában bukásként elkönyvelt, de nálunk népszerűbb 1998-as adaptáció számaitól, négy hét alatt 697 029 dollárt termelt.
Japánban a film erősen nyitott, ahol az év második legnagyobb kezdőbevételét produkálta a külföldi filmek között (a Demóna után).

### Kritikai visszhang
A Godzilla a kritikusoktól többnyire pozitív fogadtatásban részesült. Többen dicsérték a lassú cselekményt és a csúcsponthoz való felvezetését, míg mások negatívan írtak róla, amiért a címszereplő szörny kevés szerephez jutott. A Rotten Tomatoes oldalán a kritikusok 74%-a írt róla pozitívan, összesítve tízből 6,6 pontot ért el 254 kritika alapján. Az átlagértékelők 70%-ának tetszett, a nézői skálán ötből 3,7 ponton áll. Az oldal összefoglalója szerint az emberi dráma épphogy csak, de stabil talajt nyújt az óriásszörnyek fergeteges látványosságának, és a rendező kielégítő módon állította vissza a franchise méltóságát. A Metacritic oldalán 48 kritika alapján a százból 62 pontot, a nézői értékelések szerint a tízből 7,1 pontot ért el.
Peter Howell a Toronto Star-tól így írt: „Edwards többet akar annál, minthogy csak a szemünket meresszük és a kukoricánkat majszoljuk. A film első felében főleg csak kis részleteket látunk Godzillából és új vívótársából, a MUTO nevű óriás parazitarovarból... De amikor a legyezős tánc véget ér, Edwards gondoskodik róla, hogy Godzilla készen álljon a közelire, és egy hatalmasat bömböljön a kamerába. A moziterem szinte szó szerint megremeg.”
Roth Cornet (IGN) egyetért vele:„Akárcsak a klasszikusban, a címszörnyet itt is sokáig visszafogják, és bár a lassú ütem talán nem elégíti ki a mai, gyors tüzelésű történetmondáshoz szokott nézőközönség igényeit, amint a szörnyek akcióba lendülnek, a látvány magával ragad, és a finálé csodálatos látványosságot nyújt. Bevallom, az akcióból többet szerettem volna látni, Godzillát pedig hamarább, de ugyanakkor lenyűgözött ez a több tekintetben is merésznek és jól átgondoltnak nevezhető történetvezetés.”
Stephanie Zacharek (Village Voice) szerint lehúzza a filmet Godzilla csekély jelenléte, de Norman Wilner (Now) a film védelmére kelt, mondván az olyan Spielberg-féle műveket idézi, mint a Cápa, a Jurassic Park vagy a Harmadik típusú találkozások.
Az Empire közepes értékelést adott rá. Elismerte a készítők technikai jártasságát, nemes szándékait, valamint a szörnyes akciójeleneteket, de kritizálta is őket, amiért a film alapjául szolgáló régi B-filmek klisés, olykor komolyan vehetetlen motívumait nem igazították hozzá az amúgy komoly hangulathoz.
A The Economist kritikája erősen negatív volt. Összehasonlítva a filmet az 1954-es eredetivel, a következőkre jutott: „A Godzilla filmekben úgy kell egyensúlyba hozni a komolyságot és idétlenséget, hogy a nukleáris fenyegetésről szóló, elgondolkodtató forgatókönyvet kiegyensúlyozzuk a behemót emberiség elleni rombolásának fergeteges látványával. Edwards úr metódusa az, hogy felcseréli ezeket, így a forgatókönyv válik röhejessé, míg a hangulat és a látványvilág ennél semmilyenebb már nem is lehetne. A fő érdeme, hogy sikerült Emmerich úr verzióját félig-meddig jó színben feltüntetnie.”
Maguknak a szörnyeknek a dizájnja, a speciális effektusok és az akciójelenetek elnyerték a kritikusok tetszését, valamint elismerően írtak egyes jelenetek atmoszférájáról és beállításáról.
A kritikák egyik visszatérő megállapítása a filmszereplők kidolgozatlansága. Todd McCarthy (The Hollywood Reporter) szerint a film „remek, de lerontják az érdekes nemzetközi gárda által alakított unalmas emberi szereplők, akikkel a színészek nem tudnak mit kezdeni. Ez az új Godzilla film értelmes, öntudatos, szemkápráztató, de vitathatóan jól esne neki egy kis szellemesség.”
Lou Lumenick (New York Post) szerint „az emberi szereplők még 3D-ben is laposak, de végső soron ez nem nagyon számít.” Robbie Collin (The Daily Telegraph), aki jól értékelte a filmet, egyetértett abban, hogy a Spielberg-féle motívumok sablonosak, ugyanakkor elismerte, hogy egy látványfilm számára ezek elfogadható módjai az empátiakeltésnek.
A. O. Scott (The New York Times), bár egyértelműen jobbnak tartotta a filmet a '98-as adaptációnál, csípősen megjegyezte, hogy „A film nyújtotta örömök egyike az a gondolat, hogy olyan színészek, akik máshol kiváló munkát végeztek... itt azzal jutnak szép gázsihoz, hogy kiabálnak, grimaszkodnak és expozíciós zagyvaságokat ontanak magukból.”

## Fordítás
- Ez a szócikk részben vagy egészben  a   Godzilla (2014 film) című angol Wikipédia-szócikk fordításán alapul.  Az eredeti cikk szerkesztőit annak laptörténete sorolja fel. Ez a jelzés csupán a megfogalmazás eredetét és a szerzői jogokat jelzi, nem szolgál a cikkben szereplő információk forrásmegjelöléseként.